# جمعية الأورمان الخيرية
جمعية الأورمان منظمة مصرية غير حكومية، أنشئت عام 1993، تهدف إلى خدمة جميع فئات المجتمع المصري المحتاجة دون أي تمييز ديني أو سياسي. تعتمد الجمعية في تمويلها فقط على التبرعات العينية والنقدية من المصريين.

## أنشطة الجمعية

### دور رعاية الأيتام
تدير الجمعية ستة دور لرعاية الأيتام والأيتام المعاقين، وتهدف الجمعية إلى تشجيع مشروع الأسرة البديلة.

### دور ضيافة مرضى الأورام
تقدم خدماتها للمرضى من جميع أنحاء الجمهورية ممن يتلقون العلاج في المعهد القومي للأورام وتستضيف، وتستضيف الدار المريض والمرافق طوال فترة العلاج أستضافة شاملة مجانية.

### مشروع الصدقة الجارية
يهدف مشروع الصدقة الجارية لخدمة الأرامل والمرضى وذوي الاحتياجات الخاصة ممن يعولون أسرهم، ويتمثل هذا المشروع في إعطاء المستفيد أحد المشاريع الصغيرة مثل (رأس الماشية أو كشك بالبضاعة – مشروع أغنام وماعز، يصبح هذا المشروع مصدر للدخل المنتظم الذي يعود على الأسرة بالاستقرار الاقتصادي والاجتماعي.
وتتم متابعة المستفيدين من الخدمات لضمان قدرتهم على إدارة مشروعاتهم وتحقيق الاستفادة القصوى منها.

### المساعدات الإنسانية
- المساعدات الطبية: أجهزة تعويضية – أطراف صناعية – عمليات قلب للأطفال – عمليات عيون للأطفال المكفوفين – رعاية صحية وشراء أدوية – حضانات للأطفال المبتسرين. -
- مساعدات الفقراء: زواج اليتيمات – مساعدة أسر المسجين الغير سياسيين – سداد الديون – مواد غذائية في رمضان – لحوم في العيد الأضحى – البطاطين في الشتاء – سداد مصروفات المدارس – سداد الإيجارات للمتعثرين – تبرعات عينية من الأثاث المنزلي للفقراء.

### المساهمة في الحملات القومية
قامت الجمعية برعاية عدد من الحملات القومية ومنها :
- الحملة القومية لمعهد الأورام القومي.
- الحملة القومية لمستشفى سرطان الأطفال 57357.
- الحملة القومية للطفل اليتيم والاسرة البديلة.
- الحملة القومية للطفل المعاق.
- الحملة القومية للتبرع بالدم.
- الحملة القومية لمستشفى أم المصريين.

### مشروع مؤسسة لكل قرية
يهدف لتنمية القرى الفقيرة بالتعاون مع القطاع الخاص وذلك من خلال:
- مشروعات تنموية بالقرى.
- مساعدات لغير القادرين على العمل.
- محو الأمية.
- قوافل علاج طبي
- توصيل المياه
- توصيل الكهرباء
- تعريش المنازل.

### يوم اليتيم
يهدف الاحتفال بيوم اليتيم إلى توجيه أنظار المجتمع إلى ضرورة الاهتمام بالطفل اليتيم معنوياً ومادياً.

### مستشفى شفاء الأورمان
مستشفى شفاء الأورمان لعلاج السرطان بالأقصر, هي صرح طبي كبير يهدف إلى خدمة محافظات الصعيد، والقضاء على السرطان. وتخدم المستشفى 6 محافظات بصعيد مصر، وتم افتتاحها في 27 مايو 2016.

## وصلات خارجية
- الموقع الرسمي جمعية الاورمان الخيرية